# روبرت تهت
روبرت تهت (استونیایی: Robert Täht؛ زادهٔ ۱۵ اوت ۱۹۹۳) بازیکن والیبال اهل استونی است.
از باشگاه‌هایی که در آن بازی کرده‌است می‌توان به کوپروم لوبین اشاره کرد.